# Villers-Sire-Nicole
Villers-Sire-Nicole é uma comuna francesa na região administrativa de Altos da França, no departamento do Norte. Estende-se por uma área de 8.45 km². Em 2010 a comuna tinha 1 004 habitantes (densidade: 118,8 hab./km²).